# Gjorgji Filipovski

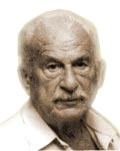
Gjorgji Filipovski

Gjorgji Filipovski (in kyrillischer Schrift: Ѓорѓи Филиповски, ISO-Transliteration: Ǵorǵi Filipovski, serbokroatische Transliteration: Đorđi Filipovski; * 6. Mai 1919 in Amyndeo, Griechenland; † 21. Dezember 2019) war ein jugoslawischer bzw. nordmazedonischer Bodenkundler.

## Leben
Nach dem Besuch eines Gymnasiums in Bitola studierte er 1937 bis 1941 Landwirtschaft in Zemun, um dann 1942 in Sofia seinen Diplom-Abschluss zu machen und bis 1944 als Assistent im Fachbereich Bodenkunde tätig zu sein.
Ab 1947 war er in Skopje tätig, wo er bald ordentlicher Professor für Bodenkunde an der neugegründeten Universität Skopje wurde. Er wurde 1967 zum Vollmitglied der Mazedonischen Akademie der Wissenschaften und Künste gewählt.
Im Mai 2019 feierte er bei guter Gesundheit seinen 100. Geburtstag.

## Veröffentlichungen
- mit Milivoje Ćirić: Soils of Yugoslavia, 1969
- Počvite na Republika Makedonija (Die Böden der Republik Mazedonien), mehrbändig 1995ff